# Tim Sullivan
Pour les articles homonymes, voir Sullivan.
Tim Sullivan né le 2 juillet 1964 à Plainfield, New Jersey, États-Unis, est un producteur, acteur, scénariste et réalisateur américain.

## Filmographie

### Acteur
- 1986 : Scénario mortel (If Looks Could Kill) : un groom (non crédité)
- 1999 : Detroit Rock City : un spectateur du concert de KISS (non crédité)
- 2005 : 2001 Maniacs : Coffin Harry
- 2006 : Driftwood : Van Driver
- 2007 : The War Prayer (court métrage) : le pasteur
- 2008 : Whore : l'homme en noir
- 2010 : 2001 Maniacs: Field of Screams (en) : Road Rascals Narrateur
- 2010 : Look : le patron du club de striptease
- 2011 : Chillerama : Coach Tuffman / Gravedigger
- 2012 : Bloody Bloody Bible Camp : Sœur Mary Chopper / Eugene
- 2012 : Chillerama: House of Psycho Charger : Sergent Sullivan
- 2014 : Maskerade (court métrage)
- 2015 : Pain Is Beautiful : Alex Christopher

### Réalisateur
- 1985 : A Christtmas Treat (court métrage)
- 2005 : 2001 Maniacs
- 2006 : Driftwood
- 2010 : 2001 Maniacs: Field of Screams (en)
- 2011 : Chillerama (segment I was a Teenage Werebear)
- 2012 : Chillerama: House of Psycho Charger

### Scénariste
- 1983 : The Deadly Spawn (dialogues additionnels)
- 1985 : A Christtmas Treat (court métrage)
- 1988 : Une poignée de cendre (A Handful of Dust) de Charles Sturridge
- 2005 : 2001 Maniacs
- 2006 : Hood of Horror
- 2006 : Driftwood
- 2010 : 2001 Maniacs: Field of Screams (en)
- 2011 : Chillerama (segment I was a Teenage Werebear)

### Bande originale
- 2005 : 2001 Maniacs
- 2006 : Driftwood
- 2010 : 2001 Maniacs: Field of Screams (en)
- 2011 : Chillerama (segment I was a Teenage Werebear)